# Poveljstvo za usposabljanje Srbije
Poveljstvo za usposabljanje Srbije (srbsko Команда за обуку, Komanda za obuku) je veja oboroženih sil Srbije, ki je bilo ustanovljeno 23. aprila 2007 z združitvijo šolskih enot Kopenske vojske Srbije in Vojnega letalstva in zračne obrambe Srbije. Posledično je bilo ustanovljenih sedem teritorialnih centrov za osnovno usposabljanje in pet centrov za specialistično usposabljanje za vse pripadnike oboroženih sil.

## Organizacija
Trenutna
- 1. center za usposabljanje (Sombor)
- 2. center za usposabljanje (Pančevo)
- 3. center za usposabljanje (Jakovo)
- 4. center za usposabljanje (Valjevo)
- 5. center za usposabljanje (Zaječar)
- 6. center za usposabljanje (Kruševac)
- 7. center za usposabljanje (Leskovac)
- Center za usposabljanje kopenske vojske (Požarevac)
- Center za usposabljanje vojnega letalstva in zračne obrambe (Batajnica)
- Center za usposabljanje komunikacij, informatike in elektronskega delovanja (Gornji Milanovac)
- Center za usposabljanje moštva RKBO (Kruševac)
- Logistični center za usposabljanje (Kruševac)
- Medrodovni poligon »Pasuljanske livade« (Ćuprija)